# William Anthony Hughes
William Anthony Hughes (ur. 23 września 1921 w Youngstown, Ohio, zm. 7 lutego 2013 w Fort Thomas, Kentucky) – amerykański biskup rzymskokatolicki, w latach 1979–1995 ordynariusz diecezji Covington.

## Życiorys
Przyszedł na świat w rodzinie irlandzkich imigrantów. Po ukończeniu katolickiej szkoły średniej kształcił się w Marylandzie, gdzie ukończył studia z wynikiem summa cum laude. Po powrocie do rodzinnego Ohio wstąpił do seminarium duchownego w Cleveland. Podczas jego formacji seminaryjnej powołana została do istnienia nowa diecezja Youngstown (wyodrębniona z terenów diecezji Cleveland) i to właśnie dla tej diecezji został wyświęcony na kapłana 6 kwietnia 1946 roku. W roku 1956 kończył Uniwersytet Notre Dame. W latach 1956–1965 dyrektor Cardinal Mooney High School w Youngstown. Następnie powołany został do kurii diecezjalnej, gdzie był odpowiedzialny za wydział edukacji katolickiej. W roku 1961 otrzymał tytuł prałata.
23 lipca 1974 otrzymał nominację na biskupa pomocniczego rodzinnej diecezji Youngstown ze stolicą tytularną Inis Cathaig. Sakrę otrzymał z rąk ówczesnego biskupa diecezjalnego. 13 kwietnia 1979 mianowany biskupem Covington. Z powodu swych liberalnych poglądów był często krytykowany przez konserwatywnych katolików. Na emeryturę przeszedł 4 lipca 1995 roku. 